# Maddalena Salvetti Acciaiuoli
Maddalena Salvetti Acciaiuoli (Firenze, 25 marzo 1557 – Firenze, 4 marzo 1610) è stata una nobile e poetessa italiana.

## Biografia
Membro della nobile famiglia Salvetti di Firenze, nasce nel 1557 da Lucrezia e Salvetto Niccolini.
Sposatasi nel 1572 con il generale Zanobi Acciaiuoli.. Appassionata alla scienza e alla letteratura, diventa una poetessa ottenendo prestigio, onore e fama, grazie al suo buon gusto e alla sua inclinazione per la cosiddetta poesia volgare.
Fu autrice di numerosi sonetti e canzoni, molti dei quali furono pubblicati nella sua opera Rime toscane (Firenze, 1590) e in seguito in antologie e diverse raccolte. 
Questo primo lavoro è stato dedicato al Granduca di Toscana Ferdinando I de' Medici e a sua moglie Cristina di Lorena. Altri suoi sonetti, canzoni e madrigali furono pubblicati in diverse opere poetiche.
Tra le sue opere più importanti c'è un epico tema biblico sul re Davide.
L'opera rimase incompiuta a causa della sua morte e le sue tre canzoni furono pubblicate postume dal marito a Firenze nel 1611 in un unico volume, insieme a 25 dei suoi sonetti spirituali e un memoriale in prosa sull'origine della famiglia Acciaiuoli. Il libro era dedicato a Maria Maddalena de' Medici, figlia dei Duchi di Toscana, e includeva alcuni riferimenti adulatori ai nobili fiorentini dell'epoca.